# درپانا
درپانا (یونانی باستان: Δρέπανα) یک بندر الیمی، کارتاژ باستان و رومی در اروپای دوران باستان در ساحل غربی سیسیل بود.